# Lịch sử Liban
Lịch sử của quốc gia Liban.

### Lịch sử Liban từ buổi đầu tới khi độc lập năm 1943
Liban là quê hương của người Phoenicia, một dân tộc đã di cư tới đây bằng đường biển ngang qua Địa Trung Hải trước khi Alexander Đại đế lên ngôi. Carthage, mối đe dọa của La Mã, từng một thời là thuộc địa của người Phoenicia. Alexander đã đốt thành Týros, thành phố hàng đầu của Phoenicia, chấm dứt thời kỳ độc lập của họ. Đất nước này trở thành một phần của nhiều đế chế tiếp sau, trong số đó có Ba Tư, La Mã, Byzantine, Ả Rập, Thập tự chinh và Đế chế Ottoman.
Liban từng là một phần của Đế chế Ottoman trong hơn 400 năm, nhưng sau Chiến tranh thế giới thứ nhất, vùng này thuộc nước Syria - ủy trị của Pháp. Sau đó Pháp chia Syria thành nhiều vùng đất theo sắc tộc, Liban trở thành vùng đa số Thiên Chúa giáo. Khi ấy nó cũng bao gồm nhiều vùng có người Hồi giáo và người Druze sinh sống.
Liban và Syria cùng giành được độc lập năm 1943, trong khi Pháp đang bị Đức xâm chiếm. Tướng Henri Dentz, Cao uỷ của chính quyền Vichy tại Syria và Liban đóng vai trò quan trọng trong việc giành độc lập của cả hai nước. Sau khi độc lập, Anh lo ngại nước Đức Phát xít sẽ tìm cách lôi kéo Liban và Syria rồi xâm lược Ai Cập cũng như Kênh Suez từ phía sau, cho quân đổ bộ xuống gần Beirut. Các trận chiến ít xảy ra, nhưng lực lượng đồng minh giữ được quyền kiểm soát vùng này cho tới tận cuối Chiến tranh thế giới thứ hai. Những người lính Pháp cuối cùng rút đi năm 1946. Bản Hiệp ước Quốc gia năm 1943 của Liban quy định Tổng thống nước này phải là một người Thiên chúa giáo và Thủ tướng phải là người Hồi giáo. Lịch sử Liban từ khi giành lại độc lập được đánh dấu bởi những giai đoạn thay đổi giữa ổn định và hỗn loạn chính trị (gồm cả cuộc xung đột dân sự năm 1958) cùng với sự thịnh vượng nhờ vị trí trung tâm tài chính và thương mại của Beirut ở trong vùng.

### Chiến tranh Ả Rập-Israel năm 1948
Năm 1947, Thủ tướng Hồi giáo của Liban, Riad Solh, thúc giục Liên đoàn Ả Rập ngăn chặn sự chia cắt của Palestine, và ủng hộ sự thàh lập Quân đội giải phóng Ả Rập. Ngày 15 tháng 5 năm 1948, các đơn vị quân đội Liban vượt biên giới Palestine tại Rosh HaNikra để tấn công vào Israel vừa thành lập. Cuộc tấn công thất bại.
Sau một loạt các thắng lợi của Israel tại Thung lũng Jordan, Quân đội giải phóng Ả Rập, do tướng Fawzi Kaukji chỉ huy bị chia cắt khỏi các căn cứ tại Syria, và Liban đảm nhận việc cung cấp hậu cần cho họ. Ngày 31 tháng 10 năm 1948, Quân đội giải phóng Ả Rập bị đánh bại nặng nề tại Trận Sasa và buộc phải rút chạy vào Liban, Các lực lượng quốc phòng Israel vừa thành lập đuổi theo. Liban nhanh chóng chấp nhận ngừng bắn và quân đội rút đi. Biên giới tiếp tục bị đóng cửa, nhưng yên tĩnh, cho tới tận sau cuộc Chiến tranh sáu ngày năm 1967.

### Cuộc nội chiến
Cho tới khi xảy ra cái gọi là nội chiến Liban, thuật ngữ bình phong về một loạt các trận đánh nhưng đa số do nguyên nhân ảnh hưởng từ nước ngoài chứ không phải bên trong, Beirut, thủ đô Liban nổi tiếng về các đại lộ rộng lớn, kiến trúc kiểu Pháp, hiện đại và được gọi là "Paris của Trung Đông". Liban từng được ví với Thụy Sĩ của Trung Đông (Swisra Ash Shark), vì có cùng quy chế trung lập trong các cuộc xung đột tương tự như cả Costa Rica ở Trung Mỹ và (cho tới gần đây) Uruguay ở Nam Mỹ.

#### Khởi đầu cuộc chiến
Sau Chiến tranh Ả Rập-Israel năm 1948, Liban trở thành nơi sinh sống của hơn 110.000 người tị nạn Palestine chạy trốn khỏi Israel. Sau Chiến tranh Ả Rập-Israel năm 1967 và vụ Tháng chín đen thêm nhiều người tị nạn nữa tới đây. Tới năm 1975 con số này lên tới 300.000 người và Tổ chức giải phóng Palestine của Yassir Arafat chịu trách nhiệm về các hoạt động chính trị và quân sự của họ. Đầu thập niên 1970, những rắc rối nảy sinh khi nhiều người tị nạn Palestine tới phương nam. Ban đầu những trận chiến xảy ra giữa những người Palestine đó (được một số bên gọi là "dân quân chống Liban") và những người dân Liban "cánh tả" sống tại đó (những người thuộc các đảng cộng sản và xã hội). Khi các cuộc chiến ngày càng khốc liệt, các bên ngày càng có quan điểm xa nhau. Một bên là những người Thiên chúa giáo kháng chiến ban đầu do Bachir Gemayel lãnh đạo và sau này là Samir Geagea. Bên kia gồm liên minh những người tị nạn Palestine, người Hồi giáo Sunni, và các lực lượng Druze thống nhất với nhau từ sau khi cùng phản đối Hiệp ước quốc gia năm 1943. Cái gọi là "cuộc nội chiến" khiến nước này không thể có được một chính phủ trung ương thật sự.

#### Sự can thiệp của Xi-ri và sự chiếm đóng Liban
Tháng 6 năm 1976, Xi-ri gửi 40.000 quân vào Liban để giúp các chiến binh Maronite khỏi bị các lực lượng Ezzat Palestine đè bẹp. Cùng với quân Syria, các chiến binh Maronite đẩy lùi người Palestine ra khỏi Beirut về phía nam Liban. Trong vài năm sau đó, không khí chính trị thay đổi khi Syria liên minh với người Palestine khiến một số quân Maronite quay sang liên minh với Israel. Các lực lượng Syria tiếp tục ở lại Liban, áp chế chính phủ nước này cho tới tận năm 2005 và tiêu diệt hoàn toàn các quyền tự do cá nhân. Một số tù nhân chính trị người Liban hiện vẫn đang nằm trong các nhà tù Syria.

#### Cuộc tấn công xâm chiếm đầu tiên của Israel
Sau nhiều vụ tấn công qua biên giới do các nhóm Palestine tiến hành ở miền nam Liban chống lại thường dân bên trong lãnh thổ Israel, Các lực lượng quốc phòng Israel xâm chiếm nước này ngày 14 tháng 3 năm 1978 trong cái gọi là Chiến dịch sông Litani. Vài ngày sau, Hội đồng bảo an Liên Hợp Quốc thông qua các nghị quyết 425 và 426, kêu gọi các lực lượng Do Thái rút lui, trừ bỏ các lực lượng Palestine và thành lập một lực lượng gìn giữ hòa bình quốc tế tại nam Liban, Lực lượng lâm thời Liên Hợp Quốc tại Liban (UNIFIL). Năm 1978 Israel hoàn thành việc rút quân đội và chuyển giao quyền kiểm soát miền nam Liban cho Quân đội Nam Liban lực lượng của những người Thiên chúa giáo địa phương ủng hộ họ. Các lực lượng ủng hộ Palestine tiếp tục ở lại trong vùng vi phạm vào hiệp ước ngừng bắn của Liên Hợp Quốc.

#### Cuộc tấn công xâm chiếm lần hai của Israel
Các lực lượng vũ trang của Tổ chức giải phóng Palestin (PLO) tiếp tục sử dụng Liban làm căn cứ tấn công Israel bằng tên lửa và pháo, và những cuộc tấn công qua biên giới nhằm vào thường dân Israel. Ngày 6 tháng 6 năm 1982, Israel một lần nữa xâm chiếm Liban với mục tiêu tiêu diệt PLO. Các lực lượng Israel chiếm các vùng Ezzat ở phía nam biên giới Liban cho tới tận vùng Beirut. Kế hoạch của Israel ở Liban bắt đầu giảm xuống ngày 14 tháng 9 năm 1982, với cuộc ám sát lãnh đạo Phalangist và Tổng thống dân bầu Bachir Gemayel, người được coi là ngầm ủng hộ Israel. Những ngày sau đó, dân quân Phalangist dưới sự chỉ huy của Elie Hobeika, tiến vào các trại tị nạn Sabra và Shatila và thực hiện vụ Thảm sát Sabra và Shatila đầu tiên với sự ưng thuận của Lực lượng quốc phòng Israel khi ấy do Ariel Sharon Bộ trưởng quốc phòng chỉ huy, sau này ông bị Ủy ban Kahan coi là phải chịu trách nhiệm cá nhân vì đã không ngăn chặn cuộc thảm sát. Hezbollah, một nhóm quân đội và chính trị Hồi giáo Shi'a người Liban được thành lập từ năm 1982 chống lại sự xâm chiếm của Israel. Cũng trong năm 1983 các chiến binh đã giết hại 241 người Thủy quân lục chiến Hoa Kỳ trong vụ đánh bom Beirut năm 1983.
Israel đã rút lui khỏi "vùng an ninh" vào mùa xuân năm 2000, theo lệnh của Thủ tướng Ehud Barak, người từng phục vụ tại vùng an ninh với tư cách Chỉ huy Nhân sự. Israel tiếp tục kiểm soát một vùng nhỏ được gọi là Shebaa Farms, mà Liban và Syria tuyên bố là thuộc lãnh thổ Liban nhưng Israel cho rằng nó là lãnh thổ cũ của Syria và có cùng quy chế như Cao nguyên Golan. Liên Hợp Quốc đã quyết định rằng Shebaa Farms không phải là một phần của Liban. Tổng thư ký Liên Hợp Quốc đề nghị rằng, vào ngày 16 tháng 6 năm 2000, Israel đã rút lực lượng của mình khỏi vùng Ezzat ở Liban theo đúng Nghị quyết 425 Hội đồng bảo an Liên Hợp Quốc năm 1978, khiến, theo ý kiến của Liên Hợp Quốc, cuộc xâm chiếm năm 1982 đã chấm dứt.
Dù vậy, không hề có tuyên chiến chính thức giữa Liban và Israel trong những cuộc xung đột đã qua trong lịch sử, dù vào ngày 13 tháng 7 năm 2006 quan chức cả hai nước đã gọi những trận đánh gần đây là những "hành động chiến tranh". Hai nước không hề có bất kỳ một quan hệ mở nào thông qua một bên thứ ba để làm trung gian trong các cuộc xung đột.

#### Hòa giải quốc tế
Một lực lượng đa quốc gia đã tới Beirut ngày 20 tháng 8 năm 1982 để giám sát sự triệt thoái của PLO khỏi Liban, và sự tham gia hòa giải của Hoa Kỳ dẫn tới việc rút quân đội Syria và các chiến binh PLO khỏi Beirut.
Đây là giai đoạn phát triển của chủ nghĩa cấp tiến bên trong các bè cánh ở Liban và một số cuộc tấn công lớn vào các lực lượng Hoa Kỳ, gồm cả vụ đánh bom xe vào Đại sứ quán Hoa Kỳ và một vụ khác đẫm máu hơn, vụ đánh bom Beirut năm 1983.
Năm 1988 và 1989 tình trạng hỗn loạn lên cực điểm. Nghị viện không thể bầu ra người kế nhiệm Tổng thống Amine Gemayel (đã lên thay thế em trai là Bachir năm 1982), và sẽ kết thúc nhiệm kỳ vào ngày 23 tháng 9. Mười lăm phút trước khi kết thúc nhiệm kỳ, Gemayel chỉ định một bộ máy hành chính lâm thời do chỉ huy quân đội, tướng Michel Aoun, lãnh đạo. Người tiền nhiệm của ông, Selim al-Hoss, từ chối chấp nhận việc đề cử Aoun. Vì thế Liban rơi vào tình trạng không có tổng thống, với hơn 40 đội quân du kích cùng một chính phủ lâm thời do tướng Aoun cầm đầu. Chính phủ này muốn thực hiện một cuộc tổng tuyển cử tự do, không có sự can thiệp của bất kỳ bên nào, Syria cũng như các lực lượng chiếm đóng Israel. Để thực hiện điều đó, cả hai lực lượng chiếm đóng đều phải rút quân hay Liên Hợp Quốc phải tham gia giám sát quá trình bầu cử.

#### Chấm dứt xung đột quân sự, tiếp tục sự chiếm đóng của Syria
Thỏa thuận Taif năm 1989 được Liên đoàn Ả Rập hậu thuẫn đã đánh dấu những giai đoạn cuối cùng của cuộc xung đột quân sự, nhưng sự chiếm đóng của Syria và cuộc chiến kinh tế chống Liban thì vẫn còn đó. Các con số ước tính cho thấy trong 15 năm xung đột quân sự hơn 100.000 người đã thiệt mạng và 100.000 người bị thương.

#### Phong trào giải phóng Liban
Tính hợp pháp của Thỏa thuận Taif năm 1989 đã bị nghi ngờ khi một tỷ lệ dân chúng coi đó như là các phương tiện để hợp pháp hóa một hệ thống chính trị kiểu xưng tội. Một số cuộc phản kháng nhân dân nổ ra trong giai đoạn 1989 và 1990 ủng hộ quan điểm của thủ tướng lâm thời Liban năm 1989, tướng Michel Aoun. Tướng Michel Aoun yêu cầu các lực lượng Syria và Israel phải rút lui, coi đó là điều kiện để có được những cuộc bầu cử nghị viện tự do; mục tiêu của chính phủ lâm thời khi ấy. Ông coi hai lực lượng chiếm đóng đó tương tự như cái gọi là "khủng hoảng nội confessional", với những âm mưu và sự lôi kéo từ các thế lực quân sự bên ngoài. Tháng 10 năm 1990 lực lượng chiếm đóng Syria lật đổ chính phủ lâm thời, buộc tướng Aoun phải sang Paris và phong trào yêu nước do ông lãnh đạo phải chuyển qua hoạt động bí mật cho tới khi Syria rút quân năm 2005.
Ngày 25 tháng 5 năm 2000, Israel đơn phương rút quân khỏi miền nam Liban theo Hiệp ước 425 năm 1978 của Hội đồng bảo an Liên Hợp Quốc. Ngày 2 tháng 9 năm 2004, Hội đồng bảo an Liên Hợp Quốc hủy bỏ các nghị quyết trước đó, đặc biệt là các nghị quyết 425 (1978), 520 (1982) và 1553 (tháng 7 năm 2004), thông qua Nghị quyết 1559, do Hoa Kỳ và Pháp hậu thuẫn. Nghị quyết đề xuất rằng "tất cả các lực lượng nước ngoài phải rút lui khỏi Liban" để cho phép tổ chức các cuộc bầu cử tự do. Dù không rõ ràng đề cập tới, mục tiêu của nghị quyết này ám chỉ tới sự rút lui của các lực lượng Syria. Tuy nhiên, những bên đã ký kết vào Thỏa thuận Taif không đưa ra điều luật yêu cầu quân đội chiếm đóng Syria phải rút khỏi Liban, hay phải lưu ý tới quyết định của Hội đồng bảo an Liên Hợp Quốc. Từ năm phong trào yêu nước Liban thông qua các nước phương Tây đã yêu cầu quân đội chiếm đóng Syria phải rút lui. Việc rút quân Syria càng bị thúc ép với vụ ám sát Thủ tướng Hariri năm 2005.

#### Tái thiết, hay nợ nần?
Sau khi chấm dứt cuộc xung đột quân sự, sự chiếm đóng của Syria đã góp phần làm phát triển nền kinh tế Liban. Đất nước này được coi là đã hồi phục từ các ảnh hưởng chiến tranh, với các khoản đầu tư nước ngoài và tăng trưởng du lịch, tuy thế vẫn còn phải gánh chịu nhiều khoản nợ nần và tiêu chuẩn cuộc sống của người dân giảm sút. Các lực lượng chiếm đóng Syria chiếm nhiều vùng rộng lớn đất nước cho tới tận tháng 4 năm 2005 (xem Cách mạng Cedar bên dưới), và Iran thiết lập một ảnh hưởng rất lớn tới các lực lượng Hezbollah tại Thung lũng Beqaa và Nam Liban. Chính phủ Liban cảm thấy hài lòng với ảo giác hòa bình và ổn định. Xã hội dân sự Liban có khá nhiều tự do so với bất kỳ một xã hội nào khác trong thế giới Ả rập, nhưng một số người Liban vẫn còn bị cách ly khỏi xã hội và một số khác vẫn là các tù nhân chính trị tại Syria. Chính phủ đưa ra chương trình tái thiết khu kinh doanh Beirut trong thời gian 12 năm và đã hoàn thành phần lớn công việc.

### Cách mạng Cedar
Ghi chú: Truyền thông quốc tế đưa ra thuật ngữ "Cách mạng Cedar", nhưng báo chí Liban thường dùng thuật ngữ "(Cuộc nổi dậy) giành độc lập Intifada."

#### Vụ ám sát Hariri
Trong thời kỳ cầm quyền bằng khủng bố của mình, quân chiếm đóng Syria đã ám sát các nhà chính trị và các nhân vật truyền thông Liban, và vụ ám sát cuối cùng đã gây phản ứng tiêu cực từ bộ phận rộng lớn dân chúng Liban. Yếu tố cuối cùng này chính là phản ứng sau vụ ám sát Hariri, sự kiện này đã thức tỉnh tình cảm yêu nước của người dân Liban thể hiện qua phong trào yêu nước (giải phóng) Liban, xuất hiện từ năm 1989, và yêu cầu việc rút quân đội Syria ra khỏi lãnh thổ Liban.
Sự kiện mấu chốt này diễn ra ngày 14 tháng 2 năm 2005, sau 10 năm chiếm đóng của Syria, một cuộc tranh giành quyền lực được che đậy dưới vỏ bọc tình trạng ổn định chính trị bị bóc trần, khi nhân dân Liban bàng hoàng trước vụ ám sát cựu Thủ tướng Rafik Hariri trong một vụ đánh bom xe. Đa số mọi người tin rằng Syria chịu trách nhiệm về vụ này, bởi sự hiện diện quân đội và tình báo rộng khắp của họ trên lãnh thổ Liban, và sự chia rẽ rõ rệt giữa Hariri và Damascus về vấn đề sửa đổi hiến pháp được Syria hậu thuẫn cho phép kéo dài nhiệm kỳ của Tổng thống Lahoud's, người ủng hộ Syria. Tuy nhiên, Syria đã bác bỏ mọi sự dính líu.
Một số người cho rằng có thể Mossad của Israel và/hay CIA của Hoa Kỳ có dính dáng vào vụ này, với mục đích làm căng thẳng tình hình quan hệ Liban-Syria nhằm mở đường cho cuộc xâm lược năm 2006 của Israel, sau khi đã buộc người Syria phải rút đi. Nhưng cũng cần nhớ rằng vụ ám sát diễn ra ngay sau ngày công bố kết quả cuộc bầu cử tạm thời ở Iraq, trong đó ứng cử viên được Hoa Kỳ hậu thuẫn không giành được chiến thắng và vì thế có thể vụ ám sát này diễn ra vào thời điểm đó để đánh lạc hướng dư luận.
Bản Báo cáo Mehlis của Liên hiệp quốc về vụ ám sát cho rằng diễn biến của sự kiện trong một thời điểm nhạy cảm như vậy chỉ có thể được thực hiện với sự hậu thuẫn và từ các nguồn của một tổ chức chính phủ. Vì thế mọi người thường cho rằng có một âm mưu đằng sau vụ ám sát này.
Một thời gian ngắn sau vụ ám sát, các công tố viên Liban đã đưa ra những giấy phép bắt giữ sáu người mang quốc tịch Australia, họ đã bỏ chạy khỏi Beirut tới Sydney Australia chỉ vài giờ sau vụ nổ. Các quan chức an ninh Liban tuyên bố những ghế ngồi nơi các công dân Australia từng sử dụng được kiểm nghiệm dương tính với các dấu vết chất nổ. Cảnh sát Liên bang Australia đã thẩm vấn mười cá nhân tại Sydney ngay khi họ đặt chân tới nơi sau chuyến bay từ Beirut và kiểm tra chất nổ trên ba người. Trong khi những chú chó nghiệp vụ đầu tiên đã phát hiện mùi vị nghi vấn trên ghế ngồi của những vị khách đó, thì những thử nghiệm sau này lại cho thấy không có sự liên quan. Trong vòng 48 giờ, Cảnh sát Liên bang Australia đã tuyên bố không có bất kỳ sự liên quan nào của các cá nhân đang bị Liban truy nã với vụ ám sát trên.
Bản Báo cáo Mehlis thực tế có ghi chú rằng những người Australia là những nghi phạm và lưu ý "rằng có sáu SIM card đã được sử dụng có liên quan tới vụ ám sát và việc sử dụng các SIM card đó đã chấm dứt vào thời điểm vụ nổ. Lưu ý rằng có sáu nghi phạm người Australia và sáu SIM card nghi vấn, một sự trùng hợp bất thường, Ủy ban tin rằng cần thận trọng cân nhắc các cuộc điều tra của Australia và Liban về vụ này." Ngay khi nhận được báo cáo điều tra của Australia, báo cáo Mehlis đã đưa ra kết luận như sau "... cuộc điều tra do chính quyền Australia tiến hành và những phát hiện có được phải được coi là mang tính quyết định." Kết luận cuối cùng của bản báo cáo nói chắc chắn có sự dính líu của các cơ quan an ninh Syria và Liban tới vụ ám sát.
Ngày 2 tháng 6 năm 2005, nhà báo và là nhà sử học Samir Kassir, cũng là một thành viên sáng lập Phong trào Dân chủ Cánh tả đã bị ám sát bởi một vụ đánh bom xe.
Chưa tới một tháng sau, ngày 21 tháng 6 năm 2005, George Hawi, cựu Tổng Thư ký Đảng Cộng sản Liban cũng bị ám sát bởi một vụ đánh bom xe tại Beirut.
Ngày 25 tháng 9 năm 2005, đã có những vụ ám sát bất thành nhắm vào một nhà báo thuộc Liên đoàn Phát thanh Liban, trong đó May Chidiac đã mất cẳng chân trái và bị nhiều vết thương trầm trọng ở tay trái, sau này bà đã phải cắt cụt tay trái. Vì thế, May Chidiac được trao giải UNESCO/Guillermo Cano World Press Freedom Prize 2006.
Ngày 12 tháng 12 năm 2005, nhà báo Gebran Tueni, tổng biên tập và là giám đốc điều hành tờ báo An-Nahar đã bị ám sát trong một vụ đánh bom xe ở ngoại ô Beirut.

#### Những cuộc biểu tình
Vụ ám sát Hariri mở đầu cho những cuộc biểu tình to lớn chống Syria của những người dân Liban tại Beirut, yêu cầu chính phủ thân Syria từ chức. Sau những ví dụ như Cách mạng Hồng và Cách mạng Cam năm 2004, hành động phản kháng này của dân chúng nhanh chóng được Bộ ngoại giao Hoa Kỳ đặt tên "Cách mạng Cedar", và cái tên này nhanh chóng được sử dụng trên các phương tiện truyền thông quốc tế. Khá trùng hợp, một cuộc nổi dậy tương tự đã diễn ra năm 1989 cùng phản đối sự chiếm đóng của Syria đã bị những người yêu nước Liban coi là không phù hợp. Tuy nhiên, các sự kiện năm 1989 đã bị truyền thông quốc tế ỉm đi. Ngày 28 tháng 2 năm 2005, đối mặt với hơn 70.000 người biểu tình tại Quảng trường Martyrs, Thủ tướng Omar Karami và nội các đã phải từ chức. Họ tạm thời ở lại chức vụ trong khi chờ đợi việc chỉ định những ứng cử viên mới, theo quy định của hiến pháp.
Đáp lại, Hezbollah đã tổ chức những cuộc phản biểu tình lớn với 1.2 triệu người tham dự, ngày 8 tháng 3 tại Beirut, ủng hộ Syria và buộc tội Israel cùng Hoa Kỳ can thiệp vào công việc nội bộ của Liban. Sự bất đồng này giữa Hezbollah và người dân Liban đã được dàn xếp tháng 2 năm 2006 khi phong trào yêu nước Liban, vì muốn vận động tình cảm yêu nước của mọi người dân, đã ký kết một thỏa thuận giải giáp với Hezbollah. Tuy nhiên, sáng kiến ngoại giao này đã không được chính phủ Liban chấp thuận, bởi vì đa số thành viên vẫn đang trong cuộc đối đầu giữa phe cánh Hồi giáo sunnite/shiite, cũng như về Ả rập, Đạo hồi và các quốc gia Israel. Ý tưởng về toàn thể nhân dân Liban, một khái niệm thế kỷ 21 trái ngược với sự xác định theo họ tộc, dường như chỉ giới hạn với phong trào yêu nước Liban, dù Hezbollah cũng có cùng mong muốn, như đã được thể hiện trong sáng kiến mà họ đồng thuận (và sau này đã bị hủy bỏ).
Ngày 14 tháng 3, một tháng sau vụ ám sát Hariri, những đoàn người diễu hành tại Quảng trường Martyrs ở Liban đã lên tới 1.5 triệu người. Những người phản kháng thuộc mọi phe phái (thậm chí gồm cả một số người Shiites) yêu cầu điều tra sự thực vụ ám sát và giành lại độc lập từ tay Syria. Những người biểu tình tái yêu cầu chủ quyền, dân chủ, và một quốc gia thống nhất, tự do khỏi Syria.
Trong các tuần lễ sau các vụ biểu tình, nhiều vụ đánh bom xảy ra tại các vùng Thiên chúa giáo gần Beirut. Dù chủ yếu gây thiệt hại vật chất, những hành động đó thể hiện mối nguy tái phát xung đột phe phái tại Liban.
Cuối cùng, và dưới sức ép từ cộng đồng quốc tế, Syria đã rút 15.000 quân chính quy của mình khỏi Liban. Những người lính Syria chính thức cuối cùng rút đi ngày 26 tháng 4 năm 2005. Ngày 27 tháng 4 năm 2005, Liban kỷ niệm ngày tự do đầu tiên khỏi Syria của họ.

#### Cuộc bầu cử nghị viện không thành công
Sau nhiều tuần đàm phán thành lập một chính phủ mới không thành công, Thủ tướng Omar Karami đã lần thứ ba trong sự nghiệp chính trị của mình, từ chức ngày 13 tháng 4 năm 2005. Hai ngày sau, Najib Mikati, một doanh nhân triệu phú được giáo dục tại Hoa Kỳ và là cựu Bộ trưởng Giao thông vận tải và Công trình công cộng, đã được chỉ định làm Thủ tướng tạm quyền. Là người theo đường lối ôn hòa và ủng hộ Syria là Mikati đã củng cố được quyền lực nhờ sự ủng hộ của Phe đối lập, vốn từng tẩy chay các cuộc đàm phán trước đó.
Trong cuộc bầu cử nghị viện đầu tiên được tổ chức sau khi Syria rút quân khỏi Liban tháng 5 năm 2005, liên minh chống Syria của những người Hồi giáo Sunni, Druze và các đảng Thiên chúa giáo do Saad Hariri, con trai của cựu thủ tướng Rafik Hariri đã bị ám sát trước đó giành được đa số ghế tại nghị viện mới. Tuy nhiên, đảng yêu nước Liban không liên minh với các nhóm đó mà vẫn trung thành với tư tưởng bè phái của mình. Phong trào yêu nước chiếm đa số trong nghị viện trong khi họ kêu gọi đa số các tỉnh không đi bầu, vì cáo buộc có những gian lận trong bầu cử. Hai phần ba dân số đã tẩy chay cuộc bầu cử. Điều này khiến chính phủ Liban chỉ đại diện cho một phần ba nhân dân nước mình.
Sự hợp tác lẫn nhau kỳ lạ tới mức ở một số vùng những người phản đối Syria liên minh với Hezbollah còn những người khác lại liên minh với Đảng Amal. Họ không thắng hai phần ba đa số cần thiết để buộc Lahoud, vị tổng thống do Syria chỉ định, từ chức, vì sự ủng hộ mạnh tới không ngờ từ đảng Phong trào Yêu nước Tự do của Michel Aoun tại Mount Liban. Aoun được coi là một trong những gương mặt nhiều quyền lực nhất trong nghị viện mới tại Liban. Đa số trong nghị viện gọi ông ta là một "nhân vật Thiên chúa giáo" dù ông và đảng của mình nhấn mạnh lợi ích trước hết của đất nước Liban. Đó chính là hố sâu ngăn cách giữa các tầng lớp trí thức, giữa những người có tình cảm với đất nước Liban, và những người có nhu cầu cao nhất là một điều gì khác ngoài Liban, ví dụ như những phe phái họ hàng. Tướng Aoun được biết đến trước hết ở lập trường chống Syria của mình, ông đã liên minh với những nhà chính trị trung tahnhf với người Syria ở thập kỷ trước: Soleiman Franjieh Jr và Michel Murr. Liên minh của họ chiếm ưu thế tại miền bắc và Quận Metn tại Mount Liban. Saad Hariri và Walid Joumblat đã liên minh với hai phong trào Shiite ủng hộ Syria là Hezbollah và Amal, để đảm bảo chiến thắng tại miền Nam, Bekaa, và Quận Baabda-Aley tại núi Liban. Liên minh này đã cho thấy nó chỉ mang tính tạm thời và là những dấu tích còn lại cuối cùng của sự đồng cảm giữa Joumblatt, những người đã từng kêu gọi giải giáp Hezbollah, và liên minh người Shi'ite đã đổ vỡ tháng 12 năm 2005. Ngày 6 tháng 2 năm 2006, Hezbollah đã ký kết một biên bản giải giáp với Michel Aoun, nhưng lôi cuốn được sự quan tâm nào từ các liên minh khác trong nghị viện, thậm chí đó chính là một cơ hội để cứu vãn Liban khỏi những cuộc tấn công kinh hoàng khác từ phía Israel.

#### Chính phủ mới, phong cách cũ
Sau cuộc bầu cử, đảng Phong trào Tương lai của Hariri, khi ấy là lực lượng chính trị ưu thế trong nước, đã chỉ định Fouad Siniora, cựu Bộ trưởng Tài chính làm Thủ tướng. Chính phủ đại diện vừa được thành lập của ông đã vượt qua cuộc bầu cử tín nhiệm trong nghị viện dù thiếu sự hiện diện của Tướng Aoun.
Ngày 18 tháng 7 năm 2005, Liban có một nghị viện qua bầu cử mới, với liên minh chống Syria giành ưu thế. Tuy vậy, liên minh này có tư tưởng ủng hộ bè phái, và thái độ khinh thị với sáng kiến ngoại giao của Hezbollah nhằm giải giáp và gia nhập cấu trúc kinh tế xã hội. Nghị viện này đã thông qua nghị quyết trả tự do cho Samir Geagea, người trong phần lớn 11 năm trước đó đã bị giam giữ tách biệt trong một xà lim ngầm dưới đất và không được tiếp xúc với báo chí. Hành động này đã được vị Tổng thống thân Syria Emile Lahoud tán thành vào ngày hôm sau.
Những tháng sau đó đã cho thấy sự bất lực của chính phủ trong việc đưa ra những cải cách kinh tế và chính trị mà họ đã hứa hẹn với người dân. Rất ít hành động cụ thể được thực hiện nhằm đưa đất nước ra khỏi cuộc khủng hoảng kinh tế. Trong khi chính phủ mất đi sự tín nhiệm, phe đối lập, chủ yếu là liên minh Amal và Hezbollah (là một phần trong chính phủ) và Tướng Aoun, ngày càng được lòng dân chúng, thậm chí trong cả những cộng đồng khác ngoài Thiên chúa giáo và Shi'as, cần lưu ý phong trào này luôn đồng nhất với tôn giáo, không phải với Liban. Từ đầu tháng 5, một loạt các cuộc biểu tình và đình công bắt đầu xuất hiện, minh chứng về sự bất mãn của người dân.

#### Điều tra tội phạm
Ngày 1 tháng 9 năm 2005, bốn đương kim và cựu quan chức Lban—cực chủ tịch Hội đồng an ninh Thiếu tướng Jamil Sayyad, cựu giám đốc cảnh sát Thiếu tướng Ali Hajj, cựu giám đốc tình báo quân sự Thiếu tướng Raymond Azar, và chỉ huy Vệ binh Cộng hoà Thiếu tướng Mustafa Hamdan—bị buộc tội liên quan tới vụ ám sát Hariri.
Ngày 21 tháng 10, Detlev Mehlis, trưởng nhóm điều tra cái chết của Hariri của Liên hiệp quốc đã ra một thông báo về công việc của mình. Báo cáo viết rằng "nhiều điểm cho thấy sự liên quan trực tiếp của các Quan chức Xi-ri".
Sau khi người thay thế Mehlis là Serge Brammertz người Bỉ, được chỉ định vào tháng 1 năm 2006 cuộc điều tra đã chuyển sang một giai đoạn mới khi các nhà điều tra quyết định không dựa vào những bằng chứng Melhis từng tin cậy nữa. Cuộc điều tra của Brammertz được tiến hành theo cách thận trọng hơn rất nhiều và đánh dấu một giai đoạn thông cảm hơn giữa đội điều tra Liên hiệp quốc và Damascus. Bản báo cáo dày 30 trang của Brammertz tháng 6 năm 2006 không buộc tội một bên rõ ràng nào dính dáng tới tội ác, tuy nhiên yêu cầu kéo dài thời gian tiến hành công việc thêm một năm.

### Sự rút lui của quân đội Siria
Thiếu tướng Jamil Sayyed, đồng minh hàng đầu của Syria bên trong các lực lượng vũ trang Liban, đã từ chức ngày 25 tháng 4 năm 2005. Ngày hôm sau, 250 lính Syria cuối cùng rút quân khỏi Liban.
Trong buổi lễ rút quân, Tham mưu trưởng Sirya Tướng Ali Habib đã nói rằng tổng thống Syria đã quyết định đưa quân đội về sau khi quân đội Liban đã "tái xây dựng trên những nền móng quốc gia vững chắc và có thể đảm đương việc bảo vệ đất nước."
Các lực lượng Liên hiệp quốc do Thiếu tướng Mouhamadou Kandji người Senegal được cử tới Liban để giám sát việc rút quân đội Syria theo ủy nhiệm của Nghị quyết 1559 Hội đồng Bảo an Liên hiệp quốc.

### Cuộc xung đột năm 2006 với Israel
xem thêm: Xung đột Nam Liban 1982-2000
Bản mẫu:Current section
Cuộc xung đột Israel-Liban năm 2006 hay cuộc xung đột Hezbollah-Israel năm 2006 là một loạt những hoạt động quân sự và đọ súng xảy ra ở miền bắc Israel và miền nam, miền trung Liban giữa phe vũ trang của Hezbollah và Nhà nước Israel. Các cuộc bắn pháo và ném bom của Israel đã dẫn tới những thiệt hại to lớn về cơ sở hạ tầng của Liban vừa được Hezbollah vừa được người dân thường Liban sử dụng, gồm cả sân bay chính tại thủ đô Beirut và hệ thống đường cao tốc quốc gia. Sự việc này đã gây khó khăn cho cộng đồng quốc tế trong việc cung cấp viện trợ nhân đạo tới những thường dân không dính líu tới Hezbollah. Nhà nước Israel đã nhiều lần yêu cầu thường dân Liban rời khỏi miền nam Liban và nhờ thế những cuộc pháo kích và ném bom của họ vào các căn cứ Hezbollah sẽ không gây hại tới thường dân. Cả các hoạt động của phía Israel và Hezbollah đã khiến nhiều thường dân Liban bị kẹt giữa hai làn đạn trong vùng chiến sự; các lực lượng vũ trang Israel đã phá hủy những cây cầu được sử dụng để chuyên chở rocket và các loại vũ khí khác từ Syria tới các cứ điểm Hezbollah ở miền nam Liban, và các chiến binh Hezbollah đã phong tỏa những lối thoát ra khỏi các ngôi làng và ngăn thường dân vượt qua sông Litani nhằm giữ sự hiện diện của lá chắn thường dân.

#### Tình hình hiện tại
Xem thêm: Kế hoạch rút quân đơn phương của Israel
Ngày 12 tháng 7 năm 2006, Liban lần nữa trở thành một chiến trường giữa các cường quốc khu vực và quốc tế, lần này trong cuộc đối đầu giữa Israel và Hezbollah. Cái gọi là tổ chức Hezbollah được Iran hỗ trợ đã tấn công Các lực lượng Quốc phòng Israel đang tuần tra tại đường "Giới tuyến Xanh," do Liên hiệp quốc lập lên làm biên giới chính thức giữa Liban và Israel. Tám binh sĩ Israel thiệt mạng, hai người khác bị bắt làm con tin  . Những người lính bị bắt bị đưa sâu vào bên trong Liban, và tình trạng của họ hiện vẫn chưa được biết. Thủ tướng Israel Ehud Olmert đã gọi việc bắt giữ những binh lính này là "một hành động chiến tranh," và nội các của ông đã chuẩn bị thông qua một hành động quân sự sâu hơn vào Liban . Liên hiệp quốc đã lên án vụ tấn công và bắt giữ các binh sĩ Israel của Hezbollah, coi hành động đó như là một "sự vi phạm rõ ràng vào các nghị quyết 425, 1559, 1655 và 1680 của Hội đồng bảo an.".
Ngày 16 tháng 7 năm 2006, lãnh đạo của G8, trong cuộc họp thượng đỉnh tại St. Petersburg, Nga đã đưa ra một bản thông cáo chung về cuộc khủng hoảng. Trong bản thông cáo này, các nhà lãnh đạo đã lên án Hezbollah về "đảo ngược các khuynh hướng tích cực bắt đầu tự việc rút quân đội Syria năm 2005, và làm hại tới cuộc bầu cử chính phủ dân chủ của Thủ tướng Fouad Siniora". Thông cáo cũng thúc giục Israel "trong khi thực thi quyền tự bảo vệ mình, cần thận trọng trước các hậu quả chiến lược và nhân đạo của những hành động đó". Thông cáo cũng nói rằng "Israel cần thận trọng tối đa, tìm cách tránh thương vong với dân thường và các cơ sở hạ tầng dân sự cũng như không để những hành động đó ảnh hưởng tới sự ổn định của chính phủ Liban" Lưu trữ ngày 18 tháng 2 năm 2009 tại Wayback Machine.
Hoa Kỳ và Israel coi Hezbollah là một tổ chức khủng bố, và Hoa Kỳ đã ủng hộ quyền tự vệ của Israel. Cũng rất quan trọng khi phải nhắc lại rằng đa số thế giới Ả rập coi Hezbollah là một tổ chức kháng chiến không hợp pháp (xem trang chính). Thủ tướng Liban Fouad Siniora đã nói Beirut không biết về vụ tấn công của Hezbollah  Lưu trữ ngày 21 tháng 7 năm 2006 tại Wayback Machine. Những lời chỉ trích Liban cho rằng, theo nghị quyết 1559 của Liên hiệp quốc, Liban phải chịu trách nhiệm thi hành chủ quyền trên lãnh thổ của mình, và phải kìm chế Hezbollah, dù chính phủ Liban từng hoàn toàn tùy thuộc vào quyền kiểm soát của Liban cho tới một năm trước. Israel đã tiếp tục sự trả đũa của mình với Chiến dịch Phần thưởng Công bằng, sau này đã được đổi tên thành Chiến dịch Thay đổi Phương hướng.
Những cuộc tấn công quân sự của Israel, nhắm vào các cơ sở hạ tầng của Hezbollah cũng như các cơ sở hạ tầng dân sự được sử dụng để chuyên chở rocket và các loại vũ khí khác từ Syria, bị cho là đã gây thương vong cho 750 thường dân Liban và các chiến binh cũng như làm bị thương ít nhất 600 người. Những cuộc tấn công rockét tiếp tục của các lực lượng Hezbollah (theo một số ước tính ít nhất 2500 lần) đã giết hại khoảng 70 người, (một nửa trong số họ là thường dân), và làm bị thương hàng trăm người khác.
Chiến dịch quân sự của Israel đã tàn phá một phần lớn cơ sở hạ tầng dân sự của Liban gồm cả sân bay quốc tế duy nhất của nước này, một số cảng biển, nhiều đường giao thông, hàng chục cây cầu trên đường cao tốc Beirut - Damascus và các con đường chính khác nối với nhiều phần lãnh thổ Liban, một nhà máy điện, nhà máy bột mì, các nhà máy xăng dầu cũng như những kho chứa. Israel cho rằng họ nhắm vào cơ sở hạ tầng để ngăn cản đường cung cấp vũ khí từ phía Syria và Iran, được cho là những nước ủng hộ Hezbollah.
Hơn nửa triệu thường dân Liban đã phải rời bỏ nhà cửa. Tại Israel, 1.5 triệu thường dân cũng phải rời bỏ nhà cửa ở miền bắc để tránh những cuộc tấn công bằng rocket của Hezbollah vào các thành phố Isreal. Những loạt đạn Katyusha và tên lửa RAAD bắn bừa nói chung không có một mục tiêu cụ thể từ miền Nam Liban được cho là đã gây ra cái chết của 30 người dân Israel gồm cả người Israel gốc Ả rập và làm bị thương hơn 400 người khác.
Mức độ tàn phá gây ra với Liban đã được Thủ tướng nước này, Fuad Seniora, miêu tả là "không thể tưởng tượng nổi." Seniora đã đưa ra lời cầu cứu vô vọng với thế giới để ngăn chặn bạo lực, và gây sức ép buộc Hezbollah cùng Israel phải ngay lập tức ngừng bắn, tạo cơ hội cho những cuộc đàm phán hòa bình. Israel đã trả lời họ chỉ xem xét việc ngừng bắn do chính phủ Liban đưa ra nếu đáp ứng được hai yêu cầu – tiêu trừ và giải giáp Hezbollah, và trả lại những binh lính bị bắt giữ. 
Dù chính phủ Liban đã kêu gọi Liên hiệp quốc giúp tạo lập một cuộc ngừng bắn ngay lập tức, nhiều nước bảo trợ quan trọng bên trong Hội đồng Bảo an Liên hiệp quốc, gồm các nước thuộc G8, đặc biệt là Hoa Kỳ và Anh Quốc, đã từ chối ủng hộ một động thái như vậy. Iran và Syria, những nước ủng hộ Hezbollah, cũng từ chối việc triển khai quân đội quốc tế tại Liban để giữ gìn hòa bình.
Ngày 25 tháng 7 năm 2006, bốn quan sát viên Liên hiệp quốc có trang bị vũ khí người Áo, Trung Quốc, Canada, và Phần Lan đã chết khi căn cứ Liên hiệp quốc của họ ở Khiam bị trúng đạn sau một cuộc tấn công không quân Israel, một ngày trước khi hội nghị thượng đỉnh Roma kêu gọi tìm ra một giải pháp cho cuộc khủng hoảng. Các lực lượng Hezbollah ở rất gần vị trí của Liên hiệp quốc. Một báo cáo tạm thời của Liên hiệp quốc cho biết, những binh lính gìn giữ hòa bình Liên hiệp quốc ở miền nam Liban đã liên hệ với quân đội Israel 10 lần trước khi quả bom của nước này giết họ. Báo cáo của Liên hiệp quốc cũng nói mỗi lần những binh lính gìn giữ hòa bình liên hiệp quốc liên lạc với quân đội Israel, họ đều được đảm bảo rằng cuộc bắn phá sẽ ngừng lại.  Kofi Annan ban đầu coi cái chết của những quan sát viên hòa bình này là có chủ tâm, dẫn tới sự công phẫn mạnh mẽ từ phía Israel. Sau những yêu cầu của Hoa Kỳ, Hội đồng bảo an Liên hiệp quốc đã không lên án cuộc tấn công của Israel vào các quan sát viên Liên hiệp quốc nhưng bày tỏ sự sửng sốt trước cuộc ném bom. Trung Quốc, nước có một công dân thiệt mạng trong vụ này, đã muốn có một thông cáo mạnh mẽ hơn lên án vụ tấn công.
Ngày 30 tháng 7 năm 2006, Hội đồng bảo an Liên hiệp quốc đã bày tỏ sự "sừng sốt và đau buồn" của mình trước cuộc ném bom của Israel vào tòa nhà tại Qana khiến 28 thường dân Liban thiệt mạng, đa số trong số họ là trẻ em. Một thông cáo được tất cả 15 nước thành viên nói hội động "lấy làm tiếc sâu sắc trước sự mất mát của những thường dân vô tội." Tuy nhiên, họ không kêu gọi một cuộc ngừng bắn ngay lập tức như Tổng thư ký Kofi Annan yêu cầu bởi Hoa Kỳ và Anh Quốc không đồng ý với lập trường của Trung Quốc. Qana là nơi đã xảy ra một vụ tương tự năm 1996 - đạn pháo Israel đã rơi vào một căn cứ của Liên hiệp quốc với nhiều thường dân đang lánh nạn bên trong giết hại 100 người và làm bị thương 100 người khác. 
Thủ tướng Israel Ehud Olmert ban đầu đã buộc tội quân du kích sử dụng tòa nhà này làm nơi phóng "hàng trăm quả tên lửa." Lưu trữ ngày 4 tháng 8 năm 2009 tại Wayback Machine. Tuy nhiên, kết quả điều tra chính thức của các Lực lượng Quốc phòng Israel (IDF) về vụ này đã kết luận rằng tòa nhà này bị tấn công bởi nó bị cho là một nơi "trú ẩn của những kẻ khủng bố," và rằng vụ tấn công là một sai lầm. .
Sau vụ ném bom vào Qana, một số nhà bình luận cánh hữu đã phàn nàn rằng Hezbollah có thể lợi dụng vụ này để tuyên truyền.  Tuy nhiên, Associated Press và các nhà bình luận tin tức khác đã bác bỏ ý kiến đó.  Lưu trữ ngày 4 tháng 10 năm 2006 tại Wayback Machine .
Khi tình trạng bạo lực kéo dài tới tuần lễ thứ tư, một số lượng lớn người Liban đã lên tiếng về sự bất bình với các hành động, sự lựa chọn và các động cơ cho cuộc chiến của Hezbollah. Nhiều người thấy rằng việc giải giáp du kích Hezbollah là một yếu tố cần thiết cho bất kỳ một giải pháp lâu dài nào.